# Rothéneuf
Koordinaten: 48° 41′ N, 1° 58′ W

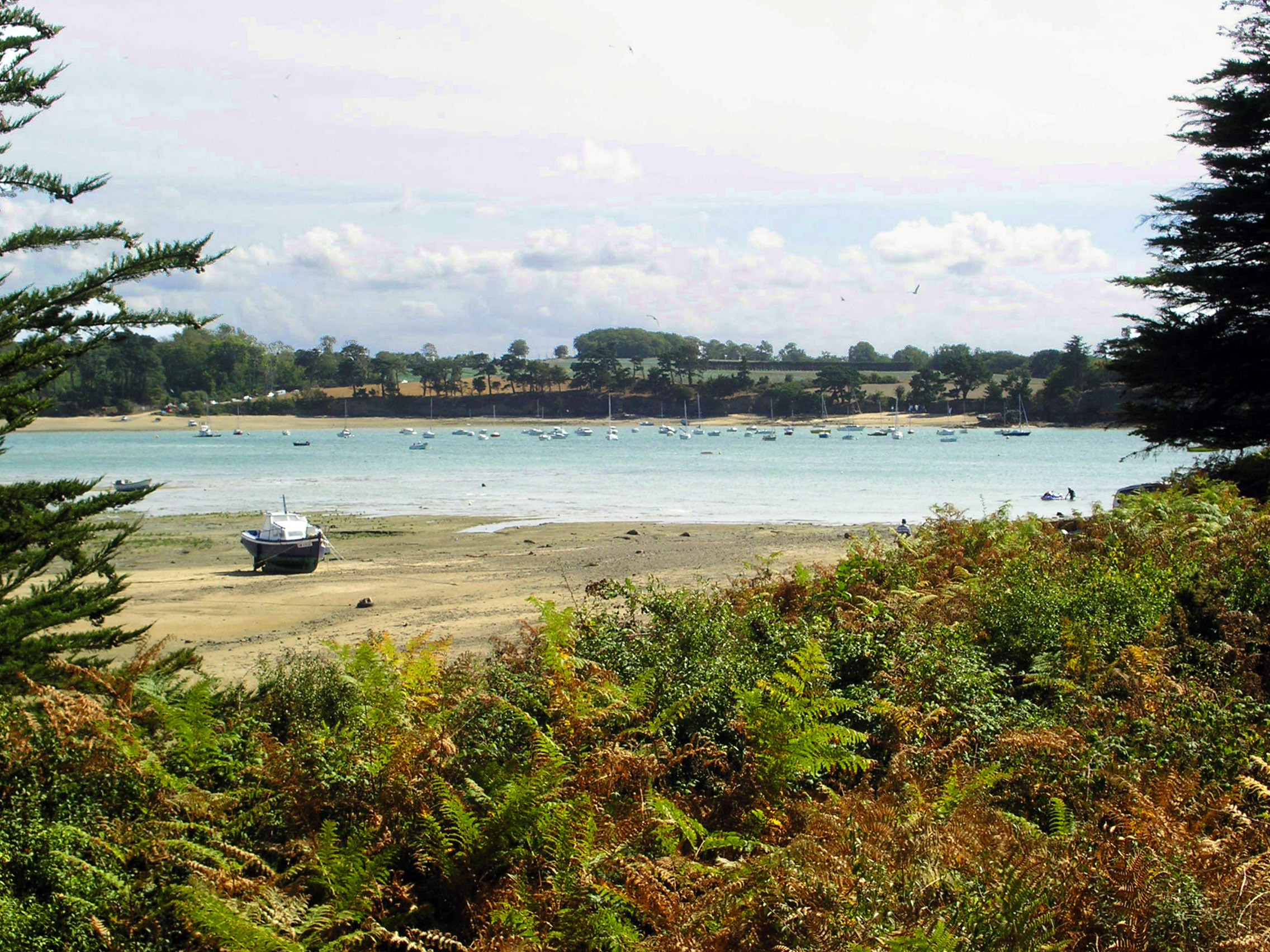
Hafen von Rothéneuf, von der Île Besnard gesehen

Rothéneuf ist ein Ferienort in der Bretagne im Nordwesten Frankreichs und liegt etwa vier Kilometer vom historischen Kern der Stadt Saint-Malo entfernt.
Nachdem der Gemeindepfarrer, Abbé Fouré (1839–1910), im Alter von 30 Jahren einen Schlaganfall erlitten hatte, der ihn halbseitig lähmte, zog er sich auf die Klippen von Rothéneuf zurück, wo er dann 25 Jahre als Einsiedler lebte. Seine in den Fels gehauenen Skulpturen von Dämonen, Piraten und Fantasiewesen sind heute eine beliebte Touristenattraktion.
Rothéneuf ist der Geburtsort des Entdeckers und Seefahrers Jacques Cartier (1491–1557), der in den Jahren 1534, 1535–36 und 1541–42 drei Expeditionen über den Atlantik ins Gebiet des Sankt-Lorenz-Stroms führte. Sein Landhaus, Limoëlou, ist heute ein Museum.